# Otago
Otago (uitspraakⓘ) is een regio van Nieuw-Zeeland, gelegen op het Zuidereiland. De hoofdplaats is Dunedin.
De naam Otago is een verengelsing van het Maori Otakou, een dorp in het gebied. Otago werd gekoloniseerd door Schotse kolonisten in 1848, toen de eerste twee schepen aanmeerden. Kapitein William Cargill was de eerste leider van de kolonie.
In eerste instantie ontstond de kolonie rondom de haven en de stad, later breidde deze zich uit, met name naar het zuidwesten waar de Taieri Plains vruchtbaar land boden. Nadat Gabriel Read goud ontdekte nabij Lawrence in 1860 groeide de kolonie snel met goudzoekers die vanuit de hele wereld de provincie in kwamen. Nadat er ook goud op andere plaatsen werd gevonden werd Otago voor een tijd het culturele en economische centrum van Nieuw-Zeeland. De eerste dagelijkse krant uit Nieuw-Zeeland stamt uit deze tijd, dit was de Otago Daily Times.
Nieuw-Zeelands eerste universiteit, University of Otago, werd hier gesticht in 1869.
Provinciale overheden zoals die in Otago hielden rond 1876 op te bestaan, en de nationale focus verschoof om verschillende redenen naar het noorden van het land. De kolonie verdeelde zichzelf in verschillende graafschappen in 1876, twee ervan werden genoemd naar de Schotse helden van de onafhankelijkheid, Wallace en Bruce.
De belangrijke plaatsen in de regio zijn onder andere: Dunedin, Oamaru, Balclutha, en de toeristische plaatsen Queenstown, Alexandra, en Wanaka.